# Ryan Donk
Ryan Donk, né le 30 mars 1986 à Amsterdam, est un ancien footballeur international surinamien. Il joue au poste de défenseur central ou de milieu défensif.

## Biographie
Il rejoint le Club de Bruges lors de la saison 2009-2010, et notamment son ancien entraîneur chez les jeunes de l'Ajax d'Amsterdam, et au RKC Waalwijk, Adrie Koster. Ses débuts furent difficiles, notamment à cause de sa nonchalance incorrigible. Mais son entraîneur, malgré les critiques des médias et de certains supporters, continua à lui faire confiance. Finalement, petit à petit il s'imposa dans l'axe défensif du club de Bruges aux côtés de joueurs comme Antolín Alcaraz, Carl Hoefkens, ou Jordi Figueras, mettant en avant ses qualités physiques, sa vitesse de course et sa relance d'une très bonne qualité pour un défenseur. En juin 2012, il prolonge son contrat en Venise du Nord jusqu'en juin 2014.
En juin 2013, il quitte le Club de Bruges pour rejoindre le championnat de Turquie avec le Kasımpaşa Spor Kulübü.
Le 5 janvier 2016, Donk rejoint Galatasaray pour un montant de 2,5 millions d'euros.

## Statistiques
| Saison    | Club                 | Pays       | Championnat    | Match | Buts |
| --------- | -------------------- | ---------- | -------------- | ----- | ---- |
| 2005-2006 | RKC Waalwijk         | Pays-Bas   | Eredivisie     | 5     | 0    |
| 2006-2007 | RKC Waalwijk         | Pays-Bas   | Eredivisie     | 2     | 0    |
|           | AZ Alkmaar           | Pays-Bas   | Eredivisie     | 18    | 0    |
| 2007-2008 | AZ Alkmaar           | Pays-Bas   | Eredivisie     | 24    | 1    |
| 2008-2009 | West Bromwich Albion | Angleterre | Premier League | 16    | 0    |
| 2009-2010 | Club Bruges          | Belgique   | Division 1     | 23    | 2    |
| 2010-2011 | Club Bruges          | Belgique   | Division 1     | 36    | 0    |
| 2011-2012 | Club Bruges          | Belgique   | Division 1     | 39    | 4    |
| 2012-2013 | Club Bruges          | Belgique   | Division 1     | 32    | 4    |

## Palmarès

### En club
- Galatasaray (6)
  - Champions de Turquie (2) :
    - 2017-2018 et 2018-2019

  - Vainqueur de la Coupe de Turquie (2)
    - 2015-2016 et 2018-2019

  - Vainqueur de la Supercoupe de Turquie (2)
    - 2016-2017 et 2019-2020

### En sélection
Pays-Bas espoirs
- Euro Espoirs
  - Vainqueur (1) : 2007